# Union constitutionnelle
 (mai 2024).
L'Union constitutionnelle, UC (berbère : ⵜⴰⵎⵓⵏⵜ ⵜⴰⴷⵓⵙⵜⵓⵔⴰⵏⵜ, arabe :  الاتحاد الدستور ) est un parti politique marocain centriste libéral créé en 1983 par Maati Bouabid.
Lors des élections législatives de 2021, il a obtenu 18 sièges à la chambre basse du parlement marocain (1 de moins qu'en 2016).
Il est membre fondateur du Réseau libéral Al Hurriya.

## Histoire
Créée en 1983 par Maati Bouabid, l'Union constitutionnelle (UC) est arrivée première aux scrutins législatifs de 1984 (83/306 sièges) et de 1993 (54/333 sièges). Ceci lui a permis de participer aux différents gouvernements de cette période avant de passer à l'opposition en 1998.
En mars 2002, quelques mois avant les élections législatives, il donne naissance au Parti marocain libéral, créé par le démissionnaire Mohammed Ziane. Quatre années plus tard, un autre groupe de partisans conduit par Abdellah Azmani fait scission, et crée en 2006 l'Union marocaine pour la démocratie. Omar Jazouli, maire de Marrakech de 2003 à 2009, est issu des rangs de l'UC.
Dans le gouvernement El Othmani (2017-2021), l'Union Constitutionnelle compte deux portefeuilles ministériels et un fauteuil dans le gouvernement Akhannouch (depuis 2021).

## Secrétaires généraux
- Maati Bouabid, de la création du parti en 1983 jusqu'à sa mort en novembre 1996[3],
- Présidence tournante de 1996 à 1998[3],
- Abdellatif Semlali, de mai 1998 jusqu'à sa mort en janvier 2001[3],
- Mohamed Abied, de 2001 à 2015[3].
- Mohammed Sajid, de 2015 à 2022
- Mohamed Joudar, depuis 2022.

## Représentation législative
| Législatives                  | 1984   | 1993   | 1997   | 2002   | 2007   | 2011   | 2016   | 2021   |
| Nombre de sièges              | 83/306 | 54/333 | 50/325 | 16/325 | 27/325 | 23/395 | 19/395 | 18/395 |
| Rang                          | 1er    | 1er    | 2e     | 7e     | 6e     | 7e     | 7e     | 6e     |
| Participation au gouvernement | oui    | oui    | non    | non    | non    | non    | oui    | oui    |

## Représentation au sein du gouvernement marocain
Dans le gouvernement El Othmani I (depuis 2017) : 
|  | Ministre           | Portefeuille |
|  | ------------------ | --- |
|  | Mohammed Sajid     | Ministre du Tourisme, du Transport aérien, de l’Artisanat et de l’Économie sociale                                                          |
|  | Othman El Ferdaous | Secrétaire d'État auprès du Ministre de l’Industrie, de l’Investissement, du Commerce et de l’Économie numérique chargé de l’Investissement |

Dans le gouvernement El Othmani II (depuis 2019) :
|  | Ministre           | Portefeuille                                         |
|  | ------------------ | ---------------------------------------------------- |
|  | Othman El Ferdaous | Ministre de la Culture, de la Jeunesse et des Sports |

Dans le gouvernement Akhannouch I (depuis 2021)
|  | Ministre         | Portefeuille                                     |
|  | ---------------- | ------------------------------------------------ |
|  | Khalid Aït Taleb | Ministre de la Santé et de la Protection sociale |